# Bañado de Medina (Fluss)
Der Bañado de Medina ist ein im Osten Uruguays gelegener kleiner Flusslauf.
Der zum Einzugsgebiet der Laguna Merín zählende Fluss entspringt in der Cuchilla Grande. Sein kurzer, 43 Kilometer langer Verlauf auf dem Gebiet des Departamentos Cerro Largo endet an der Mündung in den Río Tacuarí.